# Altamira do Maranhão
Pour les articles homonymes, voir Altamira (homonymie).
Altamira do Maranhão est une municipalité brésilienne située dans l'État du Maranhão.